# Artine Artinian
Artine Artinian (armenisch Արթին Արթինյան; * 8. Dezember 1907 in Pasardschik, Bulgarien; † 19. November 2005 in Lantana, Florida) war ein US-amerikanischer Romanist und Philanthrop.

## Leben
Artinian war armenischer Abstammung. Er wanderte als 13-jähriger Teenager über Ellis Island in die USA ein und ließ sich in Attleboro, Massachusetts nieder. Er lernte Englisch und war drei Jahre lang Klassensprecher seiner High-School-Klasse. Er studierte bis 1931 französische Literatur am Bowdoin College in Brunswick, Maine, und später an der Harvard University in Boston. An der New Yorker Columbia University wurde er promoviert. Artinian arbeitete Teilzeit im berühmten Gefängnis Sing Sing und spielte Flöte für die Gefängnisinsassen.
32 Jahre lang war Artinian Professor am Bard College in Annandale-on-Hudson, New York. Er war Dekan der geisteswissenschaftlichen Fakultät. Artine Artinian wurde der führende Experte für den französischen Autor und Schriftsteller Guy de Maupassant.
Nach seiner Emeritierung widmete er sich verschiedenen französischen Biografien. Er sammelte viele Manuskripte und Dokumente von französischen Autoren, darunter unveröffentlichte Arbeiten von Gustave Flaubert und Marcel Proust, die er an die Universität von Texas verkaufte.
Artinian wurde zum Offizier der französischen Ehrenlegion ernannt. Er erhielt Ehrendoktorate der Appalachian State University (APPstate) und des Bowdoin College (1966). Er betrieb eine Stiftung, die mittellose Studenten unterstützte.
Artine Artinian war seit 1936 verheiratet mit Margaret Woodbridge (1911–2005), die am 20. Februar 2005 verstarb. Margaret Woodbridge entstammte einer angesehenen US-amerikanischen Ostküsten-Familie.

## Schriften
- Artine Artinian: Maupassant as seen by American and English writers of today, 1943.
- Artine Artinian: Guy de Maupassant and Louis Le Poittevin, 1948.
- Artine Artinian: New light on the Maupassant family, 1948.
- Artine Artinian: First publication of Maupassant's Papa de Simon, 1948.
- Artine Artinian: Guy de Maupassant and his brother Herve, 1948.
- Artine Artinian: Maupassant's Paris addresses, Johns Hopkins Press 1949.
- Artine Artinian: Maupassant and ‚La terre de Virgile‘, American Association of Teachers of French 1949.
- Artine Artinian: Maupassant and Gisele d'Estoc: a warning, 1952.
- Artine Artinian: Maupassant criticism in France, 1880–1940, Russell & Russell 1969.
- Robert Willard Artinian, Artine Artinian: Maupassant Criticism: A Centennial Bibliography, 1880–1979, McFarland 1982, ISBN 0-89950-046-3.